# Hawaiigans
Die Hawaiigans oder Nenegans, hawaiisch Nēnē (Branta sandvicensis, Syn.: Nesochen sandvicensis) ist eine zu den Meergänsen (Branta) gehörige Echte Gans (Anserini) und wird damit zur Familie der Entenvögel (Anatidae) gerechnet. Ihr Verbreitungsgebiet ist Hawaii.
Die Hawaiigans ist ein bekanntes Beispiel für den Einfluss der Europäer und der durch sie eingeführten Tiere auf die Population einer endemischen Tierart auf einer Inselgruppe, wo einheimische Tierarten durch die isolierte Lage und geringe Population besonders gefährdet sind.
Die Population ging von geschätzten 25.000 Tieren (1778) auf etwa 30 Gänse (1950) zurück, stieg dann aber durch eingeleitete Schutzmaßnahmen wieder stark an, auf etwa 1.000 (1999), 3250 (2017) und 3862 (2022).

## Erscheinungsbild
Die Hawaiigans hat ein durchweg braunes Gefieder und einen dem Hals gegenüber dunkleren Kopf. Das Weibchen ist etwas kleiner als das Männchen. Diese wiegen im Schnitt etwa 2,2 Kilogramm, während die Weibchen durchschnittlich 1,9 Kilogramm auf die Waage bringen. Weiterer Geschlechtsdimorphismus besteht nicht.
Im Jugendkleid ähneln die noch nicht ausgewachsenen Hawaiigänse den Altvögeln bereits sehr. Lediglich die Halsfärbung unterscheidet sich. Sie haben eine helle Halsfärbung mit einer grauen Rillung anstatt der lehmgelben der adulten Vögel. Im 1. Jahreskleid bestehen bei anliegenden Flügeln nur noch unauffällige Unterschiede zu den Altvögeln. Die Flügel weisen aber noch auffällig breite Säume auf.
Als Anpassung an den Untergrund aus erkalteter Lava, auf dem die Hawaiigans lebt, und die fast vollständige Abwesenheit von stehenden Gewässern in ihrem Lebensraum sind die Schwimmhäute zwischen den kräftigen Zehen deutlich reduziert. Während der etwa fünfwöchigen Mauser verliert die Hawaiigans vorübergehend die Fähigkeit zum Flug, was sie gegenüber Fressfeinden in Gefahr bringt. Hawaiigänse werden etwa 25 bis 30 Jahre alt.

## Ernährung

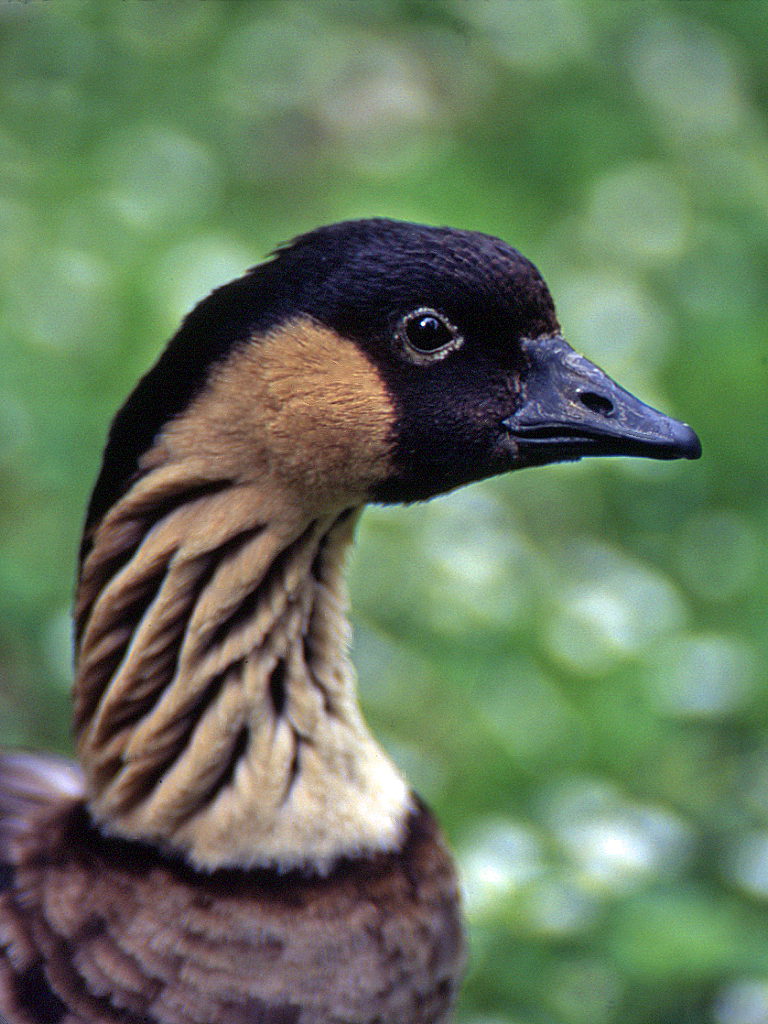
Kopf einer Hawaiigans

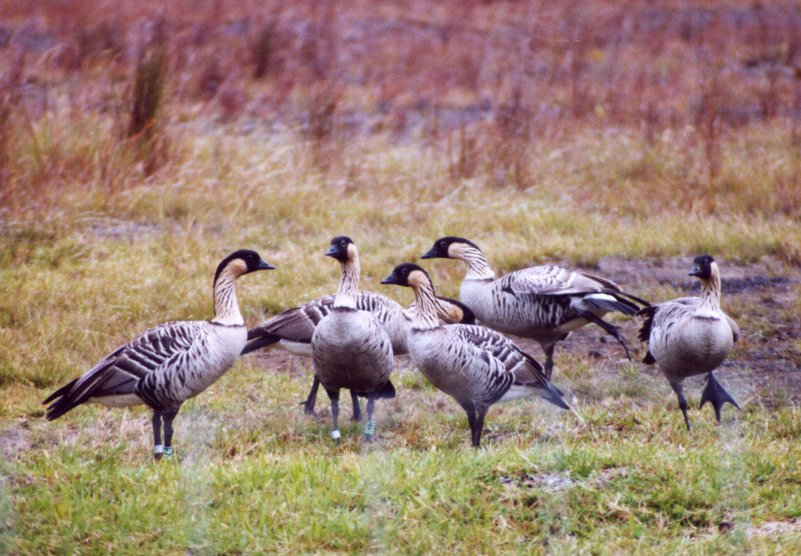
Gruppe von Hawaiigänsen auf Hawaii

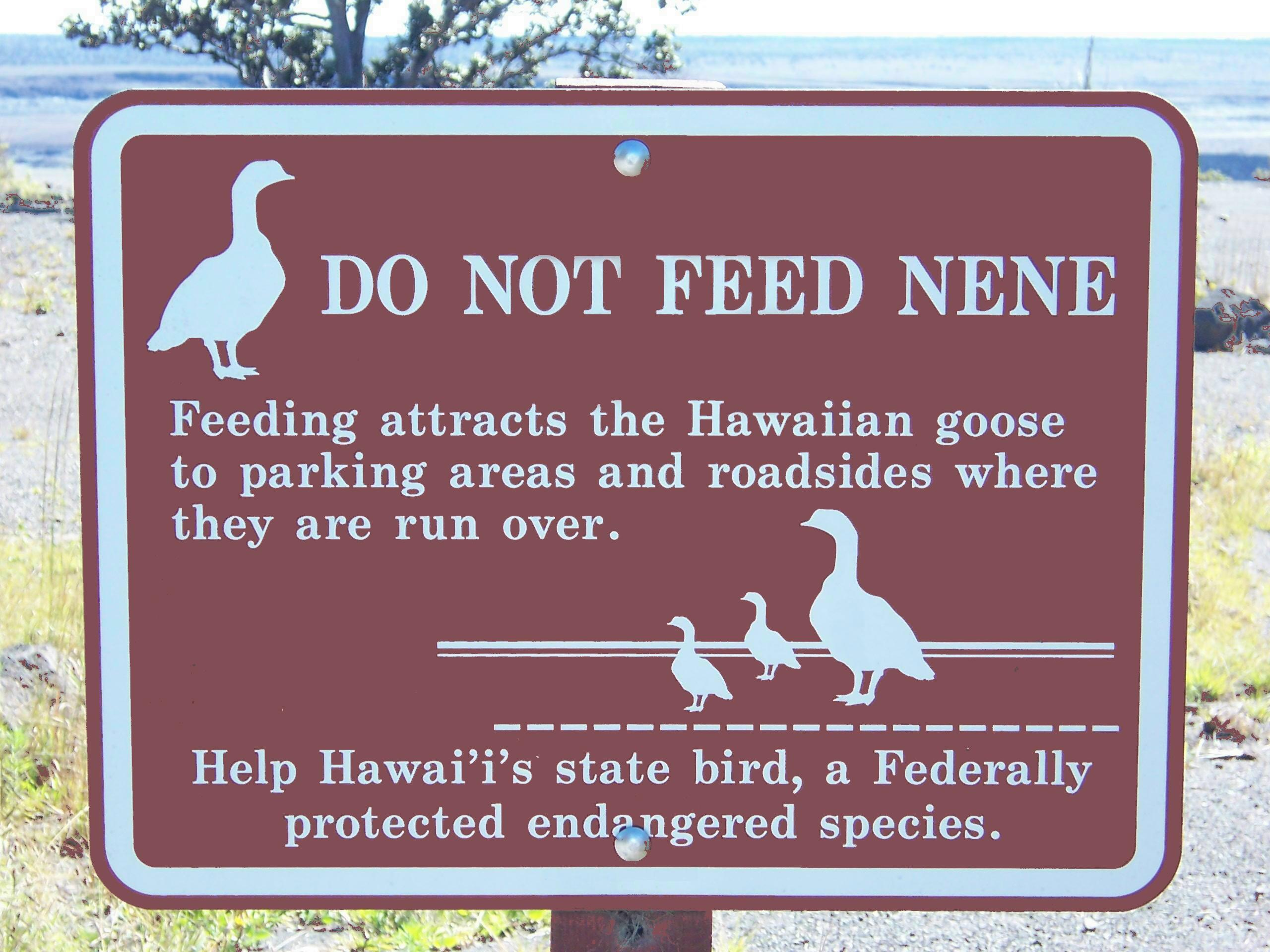
Hinweisschild gegen das Füttern der Tiere

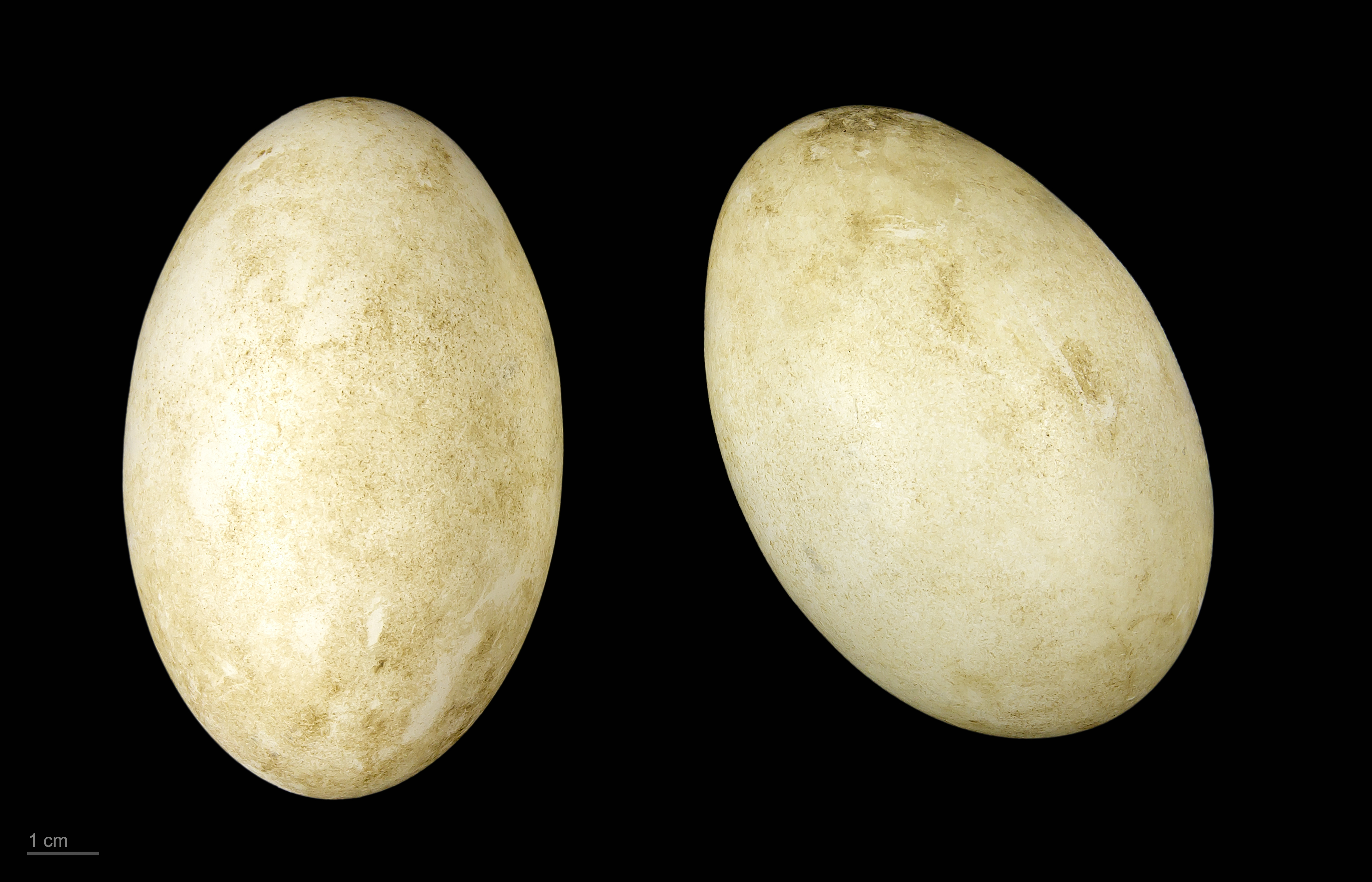
Eier der Hawaiigans

Als Herbivoren ernähren sich die Hawaiigänse ausschließlich von pflanzlicher Nahrung, insbesondere von Gräsern, Samen und Beeren. Durch den teilweise hohen Wassergehalt, der durch die starken Niederschläge bedingt ist, benötigen sie keine weitere Wasserzufuhr.

## Lebensraum
Die Hawaiigans lebt und brütet sogar vollständig an Land auf erkalteten, aber fruchtbaren Lavafeldern in etwa 1500 bis 2500 Metern Seehöhe, wo sie auch ihre Jungen aufzieht. Dieser Lebensraum weist keine Wasserflächen oder Bäche auf. Allerdings sind die Niederschläge sehr hoch und es kommt regelmäßig zu einer starken Taubildung. Aus diesem Grund sind die Lavafelder dicht mit Gräsern, Beerensträuchern und anderen flachwüchsigen Pflanzen bewachsen. Diese Pflanzendecke ist jedoch auch sensibel gegenüber einer Beweidung durch Großtiere oder Nutzung durch Freizeitsportler.
Wie ihr Name andeutet, sind ihr Lebensraum die zu den USA gehörigen Inseln von Hawaiʻi, genauer die Insel Hawaiʻi selbst, wo sie vor allem auf dem Vulkankegel des Mauna Loa lebt, und die Inseln Maui und Kauaʻi. Als Standvogel bleibt sie das ganze Jahr über in diesem Lebensraum.

## Fortpflanzung
Männchen und Weibchen paaren sich auf Lebenszeit. Die Brutzeit geht von November bis Februar, die Gänse bauen dann ihr mit Daunen ausgekleidetes Nest am Erdboden. Das Weibchen legt etwa vier bis sieben Eier und brütet für etwa einen Monat. Die Jungtiere sind Nestflüchter.

## Gefährdung
Die Hawaiigans ist weltweit die seltenste Gänseart. Sie ist durch Bejagung, aber auch durch eingeschleppte Fressfeinde wie beispielsweise Hunde und Katzen kritisch vom Aussterben  bedroht. Auch das Füttern durch Touristen gefährdet die Tiere, da sie sich dadurch mehr an den Straßenrändern aufhalten.
Von schätzungsweise 25.000 Exemplaren gegen Ende des 18. Jahrhunderts wurde ihre Zahl bis 1950 auf lediglich dreißig freilebende Exemplare dezimiert. Durch Aufzucht in Gefangenschaft und Wiederaussetzen der Vögel konnte bisher ein Aussterben vermieden werden, es wurden insgesamt etwa 2.000 Tiere wieder ausgewildert. Die anfänglichen Erfolge wurden jedoch zuerst durch eine intensivere Landwirtschaft, zunehmenden Autoverkehr und Straßenbau, Raubsäuger und Habitatverlust zu einem großen Teil wieder zunichtegemacht, später stellte sich dann aber doch ein Erfolg ein.
Die Zahl der wild lebenden Tiere betrug 1990 etwa 350, dazu kommen zahlreiche in Zoos oder Wildparks gehaltene Exemplare. Die IUCN nennt für 1999 wieder knapp 1.000 Tiere. Die Population stieg weiter, wegen der geringen Gesamtpopulation wurde sie aber eine Weile noch als „gefährdet“ geführt. 2021 galt sie als potenziell gefährdet („near threatened“, NT). Heutige Schutzanstrengungen konzentrieren sich auf den Schutz des Habitats und die Kontrolle von Prädatoren. Im Jahre 2018 betrug die Gesamtpopulation 3252 und im Jahre 2022 3862 Individuen.